# Casimir III van Polen
Casimir III de Grote (Pools: Kazimierz Wielki, d.w.z. Casimir de Grote) (Kowal of Krakau, 30 april 1310 – Krakau, 5 november 1370) was van 1333 tot 1370 koning van Polen. Hij was de laatste koning van de Piastendynastie. Onder Casimir kende de "Corona Regni Poloniae" zoals Polen toen werd genoemd, een bloeiperiode zowel op economisch, politiek als op maatschappelijk vlak.

## Biografie
Casimir sloot enkele belangrijke vredesverdragen. Een eerste belangrijk verdrag was dat met de Duitse Orde over het gebied Pommeren (waarin de belangrijke havenstad Gdańsk ligt). Een tweede vredesverdrag sloot Casimir met Bohemen - ditmaal werd besloten dat Silezië onder het bewind van de Boheemse koning werd geplaatst en dat Mazovië naar Polen ging.
Casimir bewandelde niet alleen diplomatieke wegen, hij streefde ook naar gebiedsuitbreiding op minder vreedzame wijzen. In het oosten lag Roethenië (het huidige Wit-Rusland en Oekraïne) voor het grijpen. Na de verwoestende invallen van de Krim-Tataren en de versnippering van het land door het senioraatssysteem, was het Kievse Rijk verzwakt en werd binnengevallen door het Poolse leger in 1340.
Polen sloot met Litouwen in 1366 een akkoord over de verdeling van Roethenië: het noordelijke deel kreeg Litouwen en het zuidelijke werd toegewezen aan Polen.
Op binnenlands gebied creëerde Casimir een aantal belangrijke instellingen. Een daarvan is de rada królewska (kroonraad) waarin de adel en de clerus de bovenhand voerden. Daarnaast codificeerde Casimir het recht in 1346, (de zogenaamde Statuten van Casimir). Verder liet hij omwallingen rond de steden bouwen en in alle steden nam het aantal kerken toe. Over Casimir de Grote wordt dan ook gezegd dat hij een "Polen van hout aantrof en een Polen van steen achterliet".
In Krakau stichtte hij de eerste Poolse universiteit (1364), de "Akademia Krakowska", die later van naam veranderde in "Uniwersytet Jagiellonski" (dit gebeurde in 1400, onder het bewind van de Jagiellonen).
Tijdens zijn bewind streefde hij naar centralisatie van de macht maar kreeg daarbij tegenwind van de szlachta en de magnaten (twee adellijke groepen). Hij had hun goedkeuring nodig voor de aanduiding van een troonopvolger, aangezien hij zelf geen overlevende wettige kinderen had. Dit gebeurde op het congres van Viségrad in 1335, waar werd beslist dat de zoon van zijn zus, die gehuwd was met koning Karel I Robert van Hongarije, de volgende Poolse koning zou zijn. Hij heette Lodewijk van Anjou. Deze keuze werd nogmaals bevestigd met het verdrag van Boeda, waarbij de adel zich officieel akkoord verklaarde met de koningskeuze.

## Huwelijk en kinderen
Casimir was gehuwd met:
- Anna van Litouwen (-1339), dochter van grootvorst Gedimin van Litouwen, huwelijk in 1325
  - Elisabeth (1326-1361), in 1343 gehuwd met hertog Bogislaw V van Pommeren (1318-1374)
  - Cunigonde (1334-1357), in 1352 gehuwd met hertog Lodewijk VI van Beieren (1328-1365)
- Adelheid van Hessen (1324-1371), dochter van landgraaf Hendrik II van Hessen, huwelijk in 1341 en officieel gescheiden in 1368
- Christina (-1364), weduwe van de Praagse raadsheer Miklos van Rokitzau (wschl. gehuwd alvorens de officiële scheiding van het vorige huwelijk was uitgesproken)
- Hedwig van Silezië-Glogau (-1390), dochter van hertog Hendrik V de IJzeren, huwelijk in 1365
  - Anna (1366-1425), in 1369 verloofd/getrouwd met Wenceslaus van Luxemburg, in 1390 gehuwd met graaf Willem van Cilly (-1392) en in 1394 met graaf Ulrich van Zähringen-Teck (1432)
  - Cunigonde (1367-)
  - Hedwig (1368-)

## Voorouders
| Voorouders van Casimir III van Polen | Voorouders van Casimir III van Polen                                  | Voorouders van Casimir III van Polen                                  | Voorouders van Casimir III van Polen                                  | Voorouders van Casimir III van Polen                                  | Voorouders van Casimir III van Polen                            | Voorouders van Casimir III van Polen                            | Voorouders van Casimir III van Polen                            | Voorouders van Casimir III van Polen                            |
| ------------------------------------ | --------------------------------------------------------------------- | --------------------------------------------------------------------- | --------------------------------------------------------------------- | --------------------------------------------------------------------- | --------------------------------------------------------------- | --------------------------------------------------------------- | --------------------------------------------------------------- | --------------------------------------------------------------- |
| Overgrootouders                      | Koenraad I van Mazovië (1187-1247) ∞ Agatha van Vladimir (1190-1247)  | Koenraad I van Mazovië (1187-1247) ∞ Agatha van Vladimir (1190-1247)  | Casimir I van Opole (1178-1230) ∞ Viola van Hongarije (–1251)         | Casimir I van Opole (1178-1230) ∞ Viola van Hongarije (–1251)         | Wladislaus Odonic (1190-1239) ∞ Hedwig van Pommeren (-)         | Wladislaus Odonic (1190-1239) ∞ Hedwig van Pommeren (-)         | Béla IV van Hongarije (1206-1270) ∞ Maria Laskarina (1206-1270) | Béla IV van Hongarije (1206-1270) ∞ Maria Laskarina (1206-1270) |
| Grootouders                          | Casimir I van Koejavië (1211-1267) ∞ Euphrosina van Opole (1221-1257) | Casimir I van Koejavië (1211-1267) ∞ Euphrosina van Opole (1221-1257) | Casimir I van Koejavië (1211-1267) ∞ Euphrosina van Opole (1221-1257) | Casimir I van Koejavië (1211-1267) ∞ Euphrosina van Opole (1221-1257) | Bolesław de Vrome (1224-1279) ∞ Helena van Silezië (1235-12989) | Bolesław de Vrome (1224-1279) ∞ Helena van Silezië (1235-12989) | Bolesław de Vrome (1224-1279) ∞ Helena van Silezië (1235-12989) | Bolesław de Vrome (1224-1279) ∞ Helena van Silezië (1235-12989) |
| Ouders                               | Wladislaus de Korte (1260-1332) ∞ Hedwig van Kalisz (1266-1339)       | Wladislaus de Korte (1260-1332) ∞ Hedwig van Kalisz (1266-1339)       | Wladislaus de Korte (1260-1332) ∞ Hedwig van Kalisz (1266-1339)       | Wladislaus de Korte (1260-1332) ∞ Hedwig van Kalisz (1266-1339)       | Wladislaus de Korte (1260-1332) ∞ Hedwig van Kalisz (1266-1339) | Wladislaus de Korte (1260-1332) ∞ Hedwig van Kalisz (1266-1339) | Wladislaus de Korte (1260-1332) ∞ Hedwig van Kalisz (1266-1339) | Wladislaus de Korte (1260-1332) ∞ Hedwig van Kalisz (1266-1339) |
| Casimir III van Polen (1310-1370)    |                                                                       |                                                                       |                                                                       |                                                                       |                                                                 |                                                                 |                                                                 |                                                                 |

Siemowit · Lestko · Siemomysł · Mieszko I · Bolesław I · Mieszko II Lambert · Bezprym · Mieszko II Lambert · Casimir I · Bolesław II · Wladislaus I Herman · Zbigniew · Bolesław III · Wladislaus II · Bolesław IV · Mieszko III · Casimir II · Leszek I · Wladislaus III · Mieszko IV · Koenraad · Hendrik I · Hendrik II · Koenraad · Bolesław V · Leszek II · Hendrik IV · Przemysł II · Wenceslaus II · Wenceslaus III · Wladislaus I · Casimir III · Lodewijk · Hedwig · Wladislaus II Jagiello · Wladislaus III · Casimir IV · Jan I Albrecht · Alexander · Sigismund I · Sigismund II August I · Hendrik · Anna · Stefanus Báthory · Sigismund III · Wladislaus IV · Jan II Casimir · Michaël Korybut Wiśniowiecki · Jan III Sobieski · August II · Stanislaus I Leszczyński · August II · Stanislaus I Leszczyński · August III · Stanislaus II August Poniatowski
- Bibsys: 10005700
- Bibliothèque nationale de France: cb121025474 (data)
- Gemeinsame Normdatei: 118560425
- International Standard Name Identifier: 0000 0001 0908 1351
- Library of Congress Control Number: n83233851
- Nationale Bibliotheek van Tsjechië: jn20000700872
- Nationale Bibliotheek van Israël: 987007276246805171
- Nationale Bibliotheek van Polen: a0000001181648
- Nederlandse Thesaurus van Auteursnamen: 070609012
- Istituto Centrale per il Catalogo Unico: RMLV050907
- Système universitaire de documentation: 06687579X
- Virtual International Authority File: 62340685
- WorldCat: E39PBJwhxQkGMFr4jXHj73hvHC